# Skållning
Skållning är en metod som innebär att man häller kokhett vatten på en matvara eller lägger matvaran i kokhett vatten en kort stund. Den kan användas för att skala exempelvis tomater eller mandel. Inom bakning innebär skållning att ett mjöl hettas upp för att kunna binda större mängd vätska utan att bli klistrig, och att ge önskad smak.
Mjöl har olika vattenupptagningsförmåga, vetemjöl har hög och rågmjöl låg. Det är därför vanligast att man skållar rågmjöl och rågmjölsblandningar, även om allt mjöl kan skållas. Fullkornsmjöl ger generellt smuligt bröd, vilket delvis undviks genom skållning. Skaldelarna mjuknar. Kross och torkade groddar kan också skållas, vilket ger godare och mer lättsmält föda. Degen blir i allmänhet mer elastisk, och brödet luftigare, saftigare och mer aromatiskt. Skållning ska ske en god tid innan bakning för bästa resultat, vanligen kvällen innan. Skållade bröd smakar alltid lite sött på grund av att det sker en försockring av stärkelsen i mjölet under vilotiden innan bakning. Eftersom skållade bröd innehåller mer vatten än andra brödtyper är det viktigt att kontrollera med en termometer att de är färdigbakade.
Flera skållningsmetoder finns. En metod är att kokande vatten (eller 75-gradigt vatten, kallas då mild skållning) hälls över mjöl som då "skållas" och blandas till en tjock, eller vällingliknande gröt. Ett annat sätt är att baka mjölet i het ugn en kort stund tills det får färg. Även färdig deg skållas ibland.
I Skåne är det vanligt med skållade bröd. Exempel på skållade skånska bröd är Laputabröd och Siktebröd.